# Фабіан Перес
Фабіа́н Пе́рес (ісп. Fabian Perez; 2 листопада 1967, Буенос-Айрес, Аргентина) — аргентинський художник і письменник.

## Життя
У підлітковому віці захопився бойовими мистецтвами і живописом. Заняття карате мали значний вплив на характер Фабіана і відкрили інші форми мистецтва: знання про Схід відобразились у його живописі.
Покинув Аргентину в 22 роки і поїхав жити в Італію, де провів сім років. Саме там його живописна і літературна творчість прийняли східну спрямованість. Потім виїхав до Японії. Там він створив роботи «Японський прапор» та «Медитуюча людина», виставлені в резиденції губернатора.  Через рік виїхав з Японії в Лос-Анджелес, де і живе в даний час, присвятивши своє життя мистецтву.

## Книги
- В Італії написав книгу «Відбитки (або Образи) мрії», пізніше опубліковану в США.

## Живопис
Любить писати акрилом, тому що він швидко сохне.
Роботи Фабіана Переса отримали широку популярність у всьому світі.